# All'ultimo minuto
All'ultimo minuto è stata una serie televisiva italiana trasmessa in prima visione dal 1971 al 1973, con episodi da 30 minuti ciascuno, co-prodotta da Rai ed Editoriale Aurora TV, per la regia di Ruggero Deodato.

## Trama
In ciascun episodio, una o più persone si trovavano intrappolate in una situazione apparentemente senza soluzione, che si risolve invece (come recita il titolo della serie) all'ultimo minuto.
Particolarmente d'effetto è la sequenza di immagini animate che, scandite da un battito ritmato, simile ad un metronomo, riassumono tutto quanto accaduto fino a quell'istante e sono da preludio alla soluzione del dramma.

## Produzione
L'uomo che appare nella lunga sequenza filmata della sigla iniziale è Michele Majorana, già caricaturista, architetto e arredatore, che morì nel 1972. La voce è invece del doppiatore Natalino Libralesso.
Furono prodotte tre stagioni dal 1971 al 1973.
La sigla iniziale Fumo nero è interpretata da i Ricchi e Poveri, la sigla finale Miracolo d'amore è interpretata da Gianni Nazzaro.

## Prima stagione
La prima stagione, trasmessa nel 1971, comprende i seguenti cinque episodi:

### Allarme a bordo
Decollati dall’aeroporto JFK di New York l’equipaggio di un aereo è informato da terra che tra i passeggeri vi è un pazzo che ha intenzione di fare esplodere l’aereo. Il malintenzionato ha infatti recapitato una lettera anonima prima di partire: si diffonde quindi il panico.

### Il buio
Patrizia, naturalista neolaureata, si reca alla villa del noto dott. Spinelli, scienziato che ha allestito in casa sua niente meno che uno zoo privato. Lo scienziato e Patrizia devono estrarre da un serpente il suo veleno mortale. Mentre i due stanno compiendo la delicata operazione, complice un acquazzone che impazza sulla città, la villa subisce un black-out che fa venir meno l'elettricità. Al buio, il serpente, sfugge al controllo dei due scienziati.

### L'ascensore
Laura, addetta alle vendite di un’impresa edile, lascia il cantiere a fine serata. Due acquirenti restano invece in loco con alcuni operai per accordarsi su alcuni lavori. Mentre stanno lasciando lo stabile, queste persone restano bloccate nell’ascensore del cantiere. Liberatisi dal vano ascensore giungono, al buio, nelle zone ancora in costruzione. Il buio e la pericolosità della zona, ancora in fase di realizzazione, rendono ogni passo molto pericoloso.

### La scelta
Un dottore sta per intervenire chirurgicamente su un uomo. Poco prima dell’inizio dell’operazione il medico riceve una telefonata da uno sconosciuto che gli comunica di avere rapito suo figlio e che se non provvederà nell’uccidere il paziente lui, a sua volta, ucciderà il bambino che tiene in ostaggio.

### La prigioniera
In un’afosa giornata di agosto Roma è praticamente deserta. La stragrande maggioranza delle persone è in villeggiatura. I pochi rimasti in città, sono chiusi in casa per assistere ad un importante evento calcistico. Una massaia, sola a casa coi due figli piccoli, dopo aver messo a scaldare il latte per i bambini, si reca velocemente sulla terrazza condominiale per ritirare il bucato asciutto. Lì una folata di vento serra la porta della terrazza e la donna resta imprigionata. A nulla valgono le sue grida di aiuto che echeggiano nel quartiere vuoto.

## Seconda stagione
La seconda stagione, trasmessa nel 1972, comprende i seguenti quattro episodi:

### Acqua alla gola
Un uomo innocente viene braccato dalla polizia perché scambiato per un rapinatore. Il malcapitato non sa come comportarsi e cosa fare.

### Il borsaiolo
Un uomo viene borseggiato su un tram. I ladri, nel timore di essere visti, mettono il portafoglio dell’uomo nella tasca di un altro passeggero che, però, sfugge al controllo. Sceso dal tram, ignaro di avere il portafoglio in tasca, l'uomo è seguito dai due borseggiatori. L’uomo che si ritrova in tasca il portafoglio è un pittore pieno di debiti. Ben presto il pittore si accorge del portafoglio e comincia a pensare sul da farsi.

### Il rapido delle 13.30
Tre macchinisti delle Ferrovie dello Stato pranzano in una locanda. Mangiano fagioli che risulteranno altamente avariati. Uno dei tre macchinisti, avendo terminato il suo servizio, chiama l’ambulanza e chiede un pronto ricovero. Gli altri due macchinisti, in servizio anche nel pomeriggio, si sentiranno male mentre sono alla conduzione del treno. Esso proseguirà il suo percorso senza alcuna guida.

### Dramma in alto mare
Due sorelle decidono di recarsi in alto mare per una battuta di pesca. Perso il controllo del gommone cadono in mare e vengono soccorse da una serie di uomini che si riveleranno essere pericolosi contrabbandieri di sigarette. Quando la barca dei contrabbandieri ha un guasto al motore che va in fiamme, gli uomini fuggono, lasciando le due donne sole.

## Terza stagione
La terza stagione, trasmessa nel 1973, comprende i seguenti quattro episodi:

### Il bambino scomparso
Una madre viene tratta in salvo dopo aver tentato il suicidio. La signora è però disperata in quanto, dopo essersi ripresa, si interroga su che fine abbia fatto suo figlio. Il bambino è neonato e la madre sostiene di averlo lasciato dentro la macchina di un medico poco prima di tentare di togliersi la vita.

### L'ultima cifra
Una donna anziana, intenzionata a telefonare al figlio, sbaglia l'ultima cifra e chiama erroneamente un giornalista che sta lavorando a un articolo di cronaca in casa. L'errore si ripete più volte. Nel momento in cui si sta scusando, la donna subisce un tentativo di rapina proprio dentro casa sua, ad opera di malviventi. Essendo malata di cuore ha un malore. Il giornalista, ancora dall'altra parte della linea, pensa a come intervenire per salvare la vita della signora.

### Il bulldozer
Un funzionario di banca sta per recarsi in un'impresa locale di pollame per controllare se sia il caso di erogare un cospicuo mutuo all'azienda. Alla vigilia della visita, un bulldozer in azione rinviene una bomba aerea inesplosa, ordigno risalente all'ultima guerra. Tutti gli operai e la segretaria d'azienda, presi dal panico, abbandonano il posto di lavoro.

### Scala reale
Un giovane, ricevuti in custodia i risparmi di suo zio, incontra casualmente una donna che lo invita a casa sua. In questa casa il giovane incontra diversi personaggi. Alcuni ospiti della donna, fra l'altro, hanno organizzato un torneo di poker. Il giovane, invogliato da uno sconosciuto, si mette al tavolo da gioco e inizia a giocare a poker puntando i soldi di suo zio.